# Pavetta dubia
Pavetta dubia là một loài thực vật có hoa trong họ Thiến thảo. Loài này được Endl. mô tả khoa học đầu tiên năm 1836.